# Fosse Agache
La fosse Agache ou Édouard Agache de la Compagnie des mines d'Anzin est un ancien charbonnage du Bassin minier du Nord-Pas-de-Calais, situé à Fenain. Les deux puits sont entrepris en 1907 et la fosse entre en activité en 1913 où 571 ouvriers ont produit 161 559 tonnes. Mais la Première Guerre mondiale commence l'année suivante, et les installations sont partiellement détruites. Ce n'est qu'en 1921 que la fosse est de nouveau productive. Des cités sont établies à proximité de la fosse, et un terril conique no 150, Agache, est édifié au sud-est de la fosse. La Compagnie d'Anzin entreprend en 1927 à Hornaing le fonçage de la fosse Heurteau, destinée au service et à l'aérage de la fosse Agache.
La Compagnie des mines d'Anzin est nationalisée en 1946, et intègre le Groupe de Valenciennes. La modernisation de la fosse débute en 1950. Des chevalements à molettes superposées sont mis en place, celui du puits Agache no 1 l'est par-dessus l'ancien chevalement. La fosse devient un siège d'extraction moderne. La dernière berline remonte le 30 juin 1976. La même année, les puits sont remblayés, les chevalements sont détruits en 1979 avec une partie des installations. Le terril conique est exploité.
Un supermarché ALDI est construit à la place du bâtiment des machines d'extraction, deux entreprises et les services techniques communaux s'implantent sur le carreau de fosse. Une partie des bâtiments a été conservée, et ceux-ci sont toujours utilisés. Au début du XXIe siècle, Charbonnages de France matérialise les têtes des puits nos 1 et 2. Les cités ont été rénovées dans les années 2000, et l'exploitation du terril a cessé à la fin de la décennie.

## La fosse
En ce début de XXe siècle, la Compagnie des mines d'Anzin a déjà mis en service deux fosses : Arenberg à Wallers et Ledoux à Condé-sur-l'Escaut. Elle décide d'ouvrir une nouvelle fosse à Fenain afin d'exploiter la partie nord-ouest de sa concession. La nouvelle fosse est située à 2 150 mètres au nord-nord-est de la fosse Casimir-Perier et à 3 220 mètres au nord-ouest de la fosse Audiffret Pasquier.

### Fonçage
La cimentation des deux puits débute le 14 mai 1907. Le puits Agache no 1 est commencé le 10 octobre 1907, à l'altitude de 28 mètres, et le puits Agache no 2, le 16 septembre. Le terrain houiller est atteint à la profondeur de 114 mètres au premier puits et 115 mètres au second puits. Le creusement des puits n'a rencontré jusqu'à la profondeur de 318 mètres atteinte à la fin de 1908 que du terrain houiller stérile. Ces résultats défavorables concordent avec ceux de l'ancienne bowette nord de l'étage de 214 mètres entreprise à la fosse Traisnel à Aniche, et démontrent qu'il existe dans cette région du bassin minier une zone stérile très importante entre le faisceau de houille grasse d'Aniche et Abscon et le faisceau maigre du nord.
La partie extractive de la fosse est construite de manière identique à la fosse Sabatier à Raismes, entreprise à la même période. Le second puits est entrepris à 33 mètres au nord du premier. La fosse est baptisée en l'honneur d'Édouard Agache, administrateur de la Compagnie des mines d'Anzin. Un embranchement ferroviaire prend naissance à partir de la fosse Audiffret Pasquier.

### Exploitation

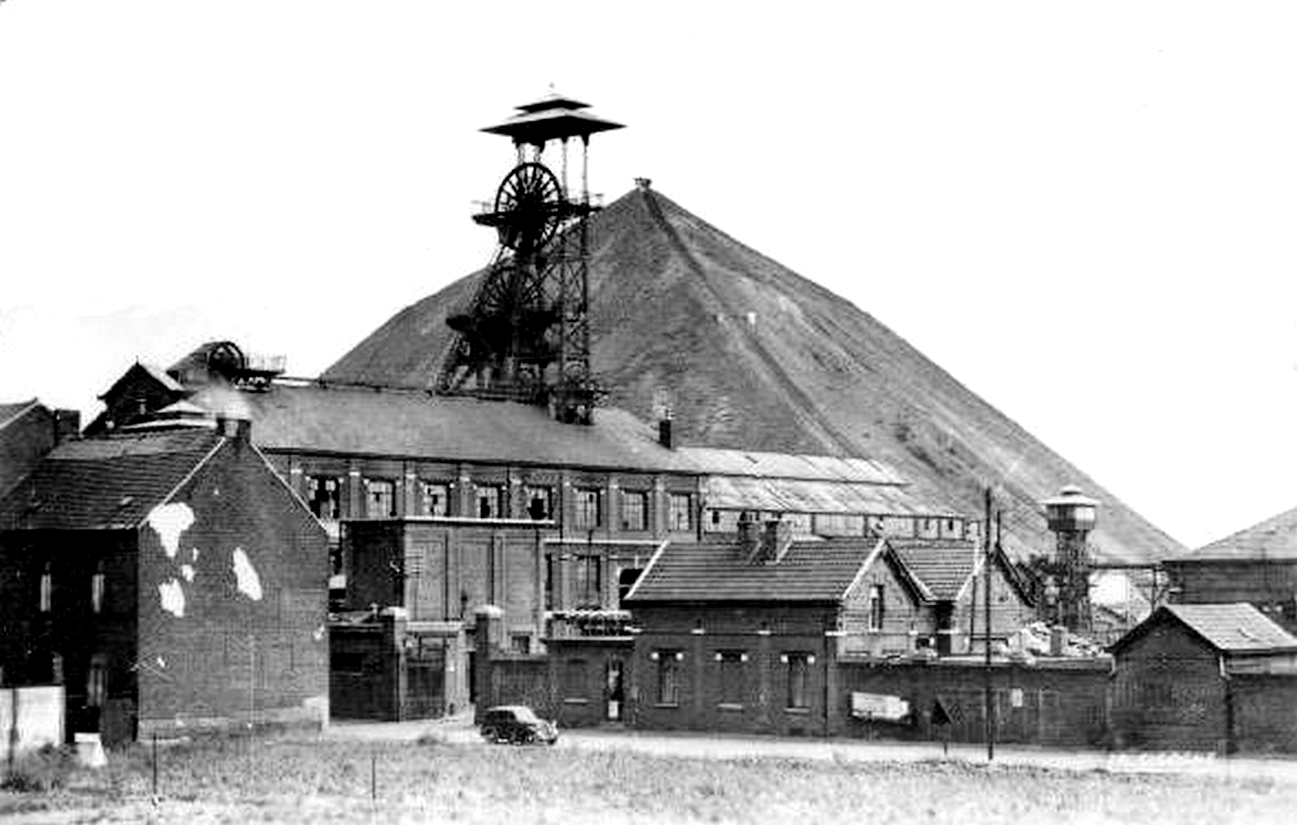
La fosse Agache à l'origine.

L'extraction commence en 1913. Cette année-là, 571 ouvriers ont produit 161 559 tonnes. Les installations sont partiellement détruites durant la Première Guerre mondiale. L'exploitation peur reprendre au début de l'année 1921, à l'étage de 380 mètres. L'année suivante, la fosse produit 250 000 tonnes. La fosse produit 450 000 tonnes en 1938.
En 1927, la compagnie entreprend à Hornaing, à 3 130 mètres au nord-est de la fosse Agache, les deux puits de la fosse Heurteau. Celle-ci lui sert à l'aérage et au service.
La Compagnie des mines d'Anzin est nationalisée en 1946, et intègre le Groupe de Valenciennes. À partir de 1950, les installations de la fosse Agache sont modernisées. Les puits sont surmontés de deux chevalements modernes à molettes superposées, équipés chacun de machines d'extraction à poulie Koepe installées dans une vaste salle commune. Un lavoir à grains de 400 tonnes par heure de capacité est construit en 1960.
Le raval du puits Agache no 1 est préparé en 1970 jusqu'à la profondeur de 780 mètres. L'exploitation de cet étage commence en 1972. À partir du 1er juillet 1973, la fosse Agache est rattachée à l'Unité de production de Douai, comme tous les fosses du Valenciennois encore en service à cette date. Le jeudi 10 avril 1974, à 20 h 45, à l'étage de production de 640 mètres, dans la taille no 3 pentée à 40 %, se produit un éboulement qui écrase tout sur son passage, tordant les soutènements. Des milliers de tonnes de charbon et de matériel envahissent la taille, ensevelissant deux mineurs. Durant cinq jours, les sauveteurs se sont acharnés à déblayer mètre par mètre pour dégager leurs compagnons. Ils sont retrouvés morts le mardi 15 avril. Le 30 juin 1976, la dernière berline est remontée. La fosse a extrait 22 321 000 tonnes de charbon en soixante-trois années d'existence. Les puits Agache nos 1 et 2, respectivement profonds de 796 et de 688 mètres sont remblayés la même année. Le chevalement du premier puits est abattu le 25 janvier 1979, l'autre le 14 mai.

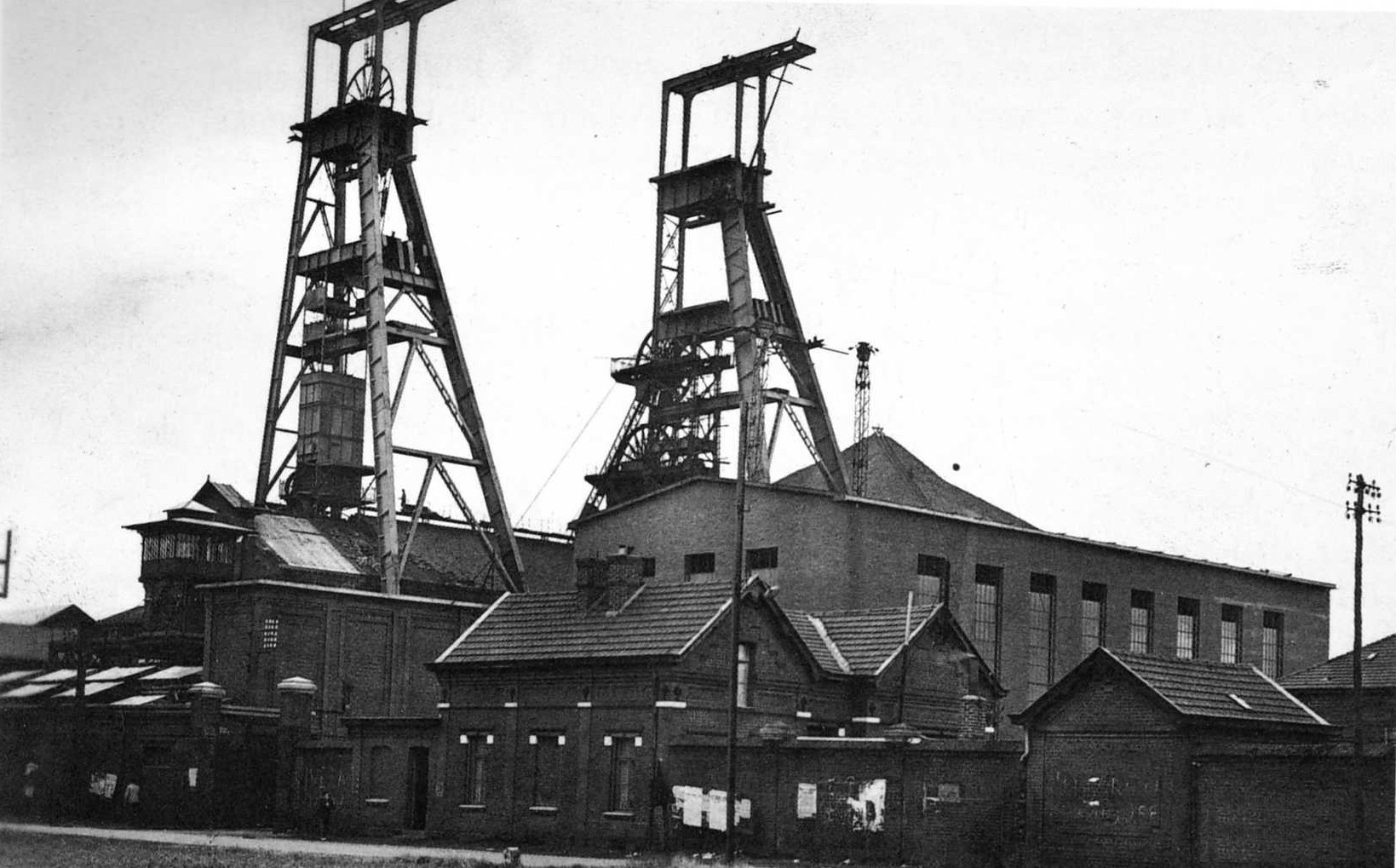
La fosse en cours de modernisation[note 2].
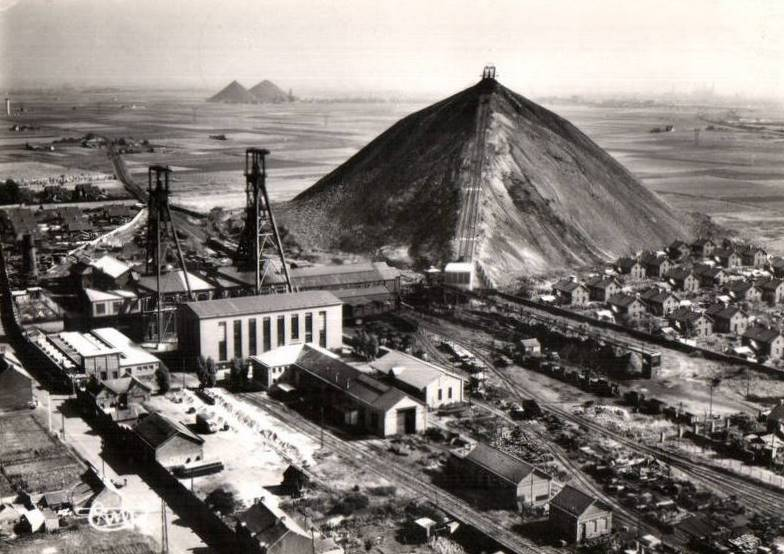
Vue aérienne de la fosse modernisée en 1956[note 3].
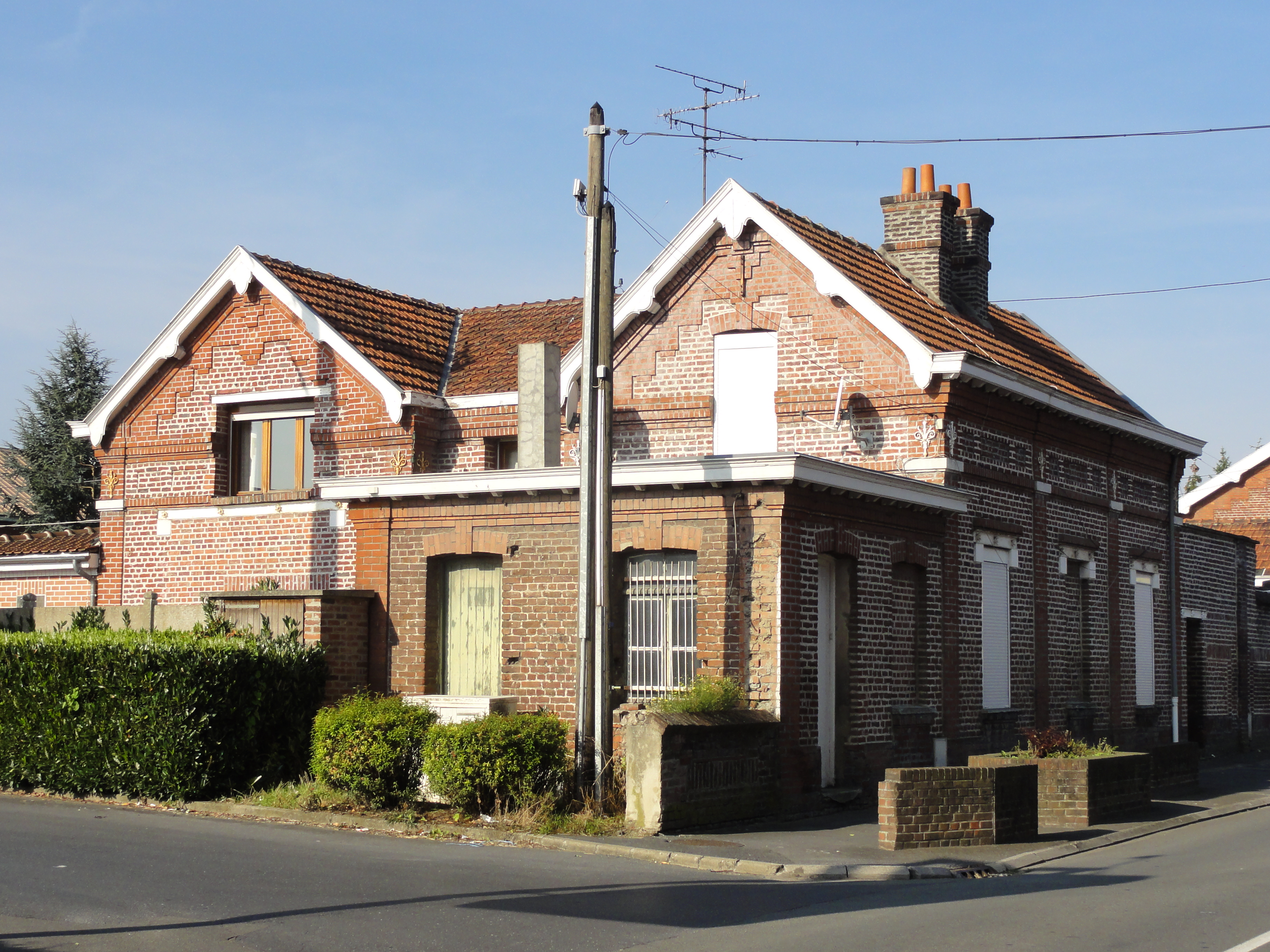
Le logement du garde.
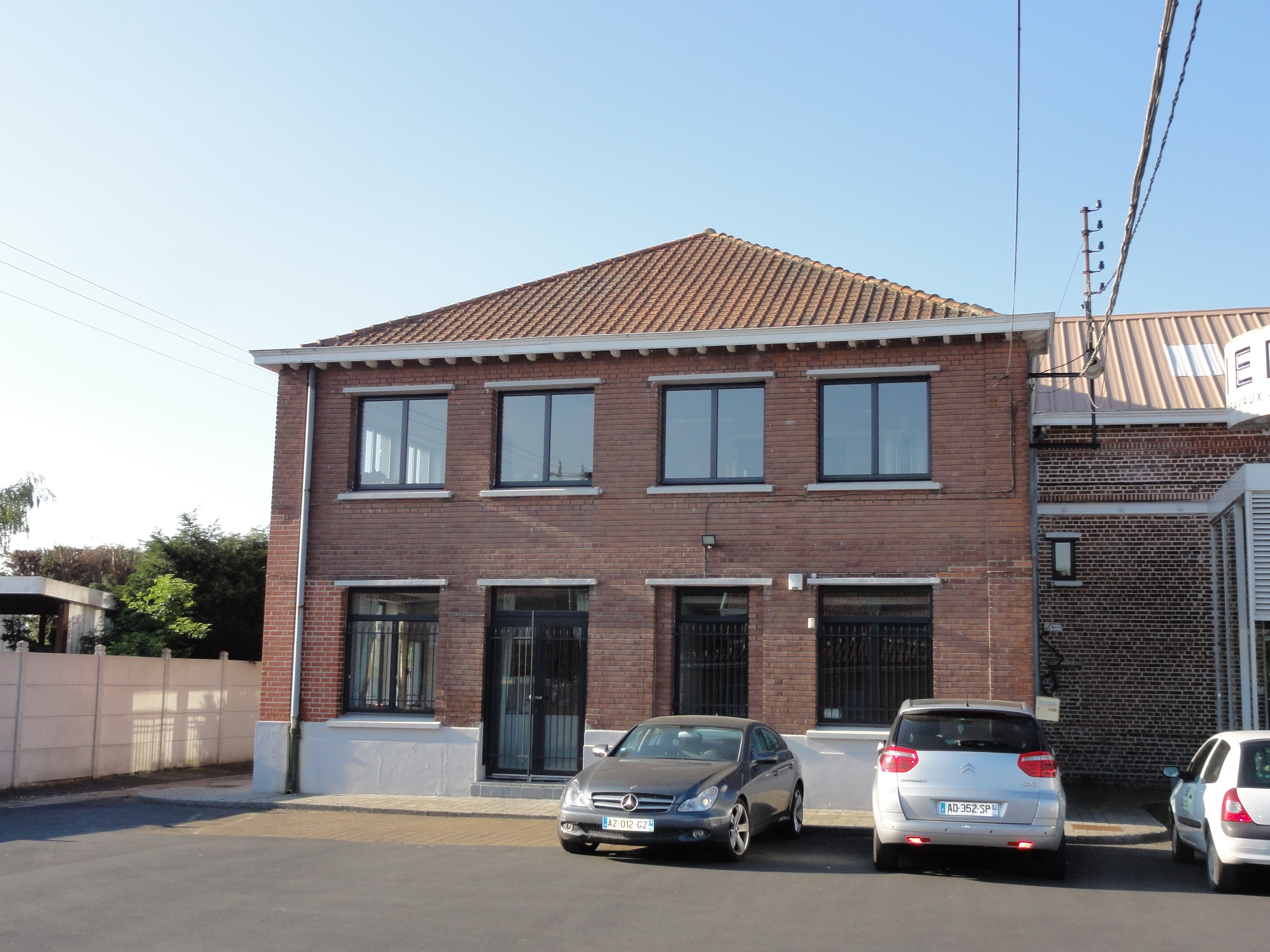
Un bâtiment.
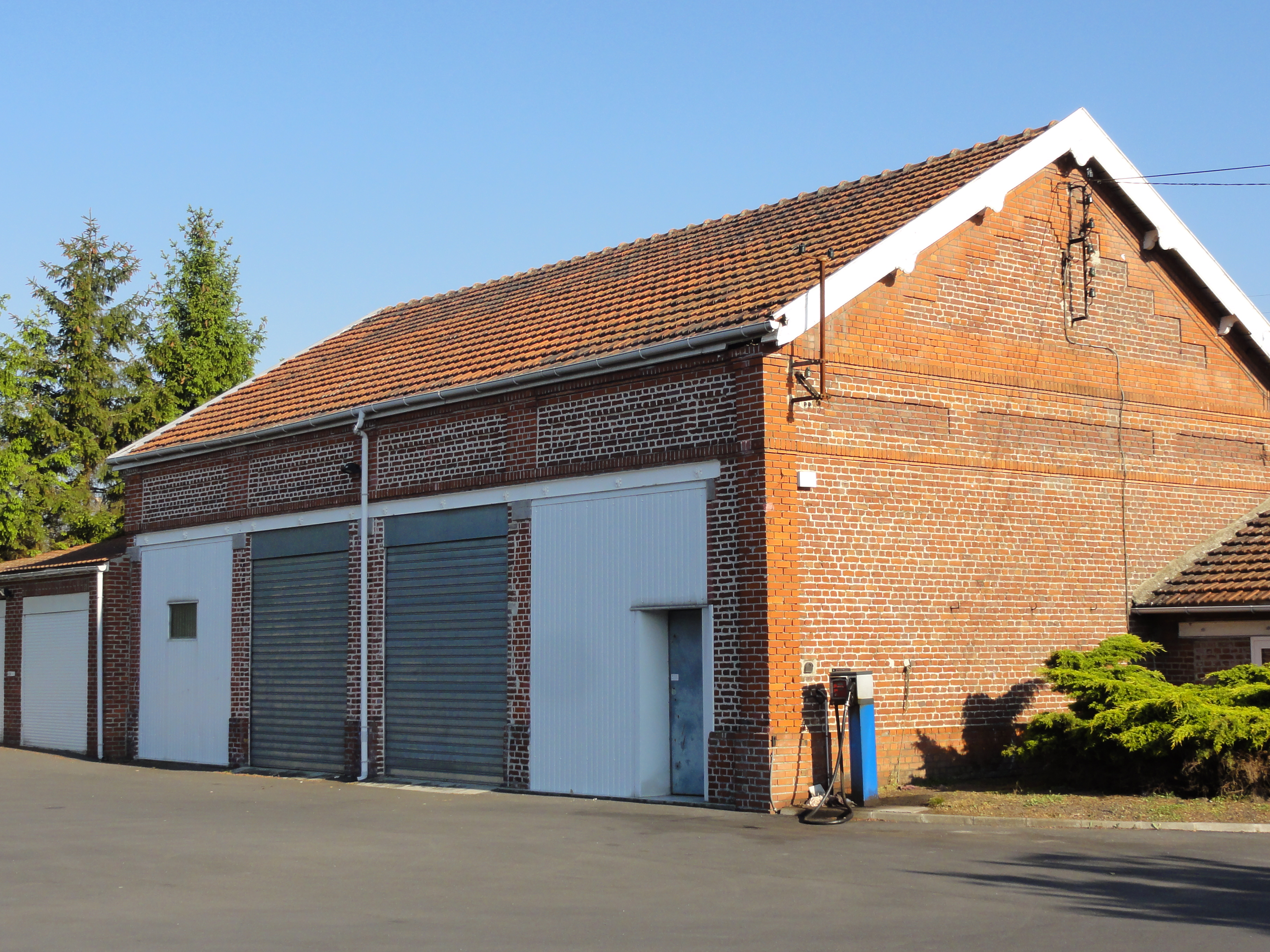
Un bâtiment.
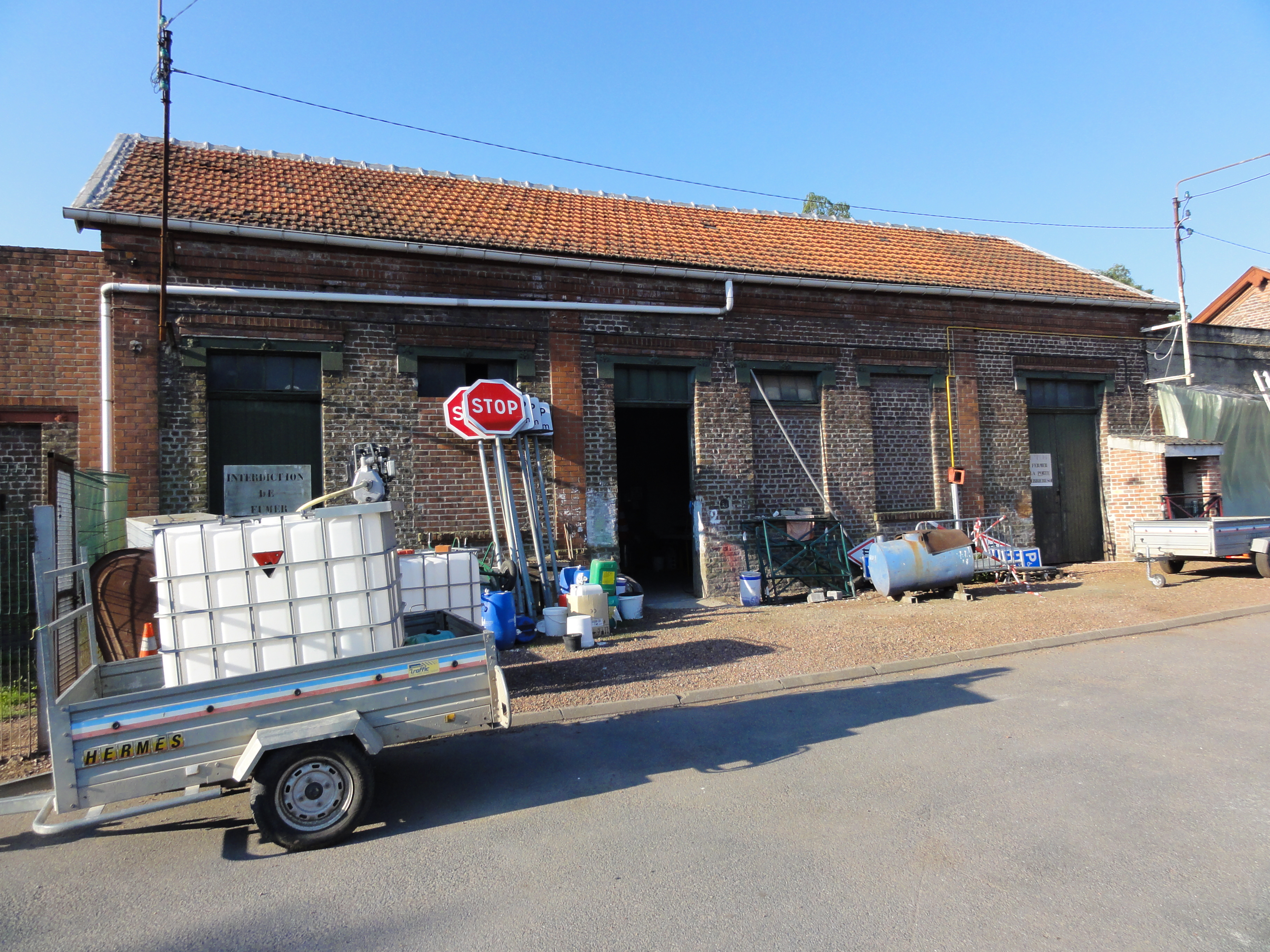
Un bâtiment.

### Reconversion
Un supermarché ALDI est construit sur le carreau de fosse, à l'emplacement du bâtiment des machines d'extraction. Le reste du carreau est occupé par deux entreprises et par les services techniques de Fenain. Au début du XXIe siècle, Charbonnages de France matérialise les têtes des puits nos 1 et 2. Le BRGM y effectue des inspections chaque année. De nombreux bâtiments sont encore présents sur le carreau de fosse, ainsi qu'une partie des murs d'enceinte.

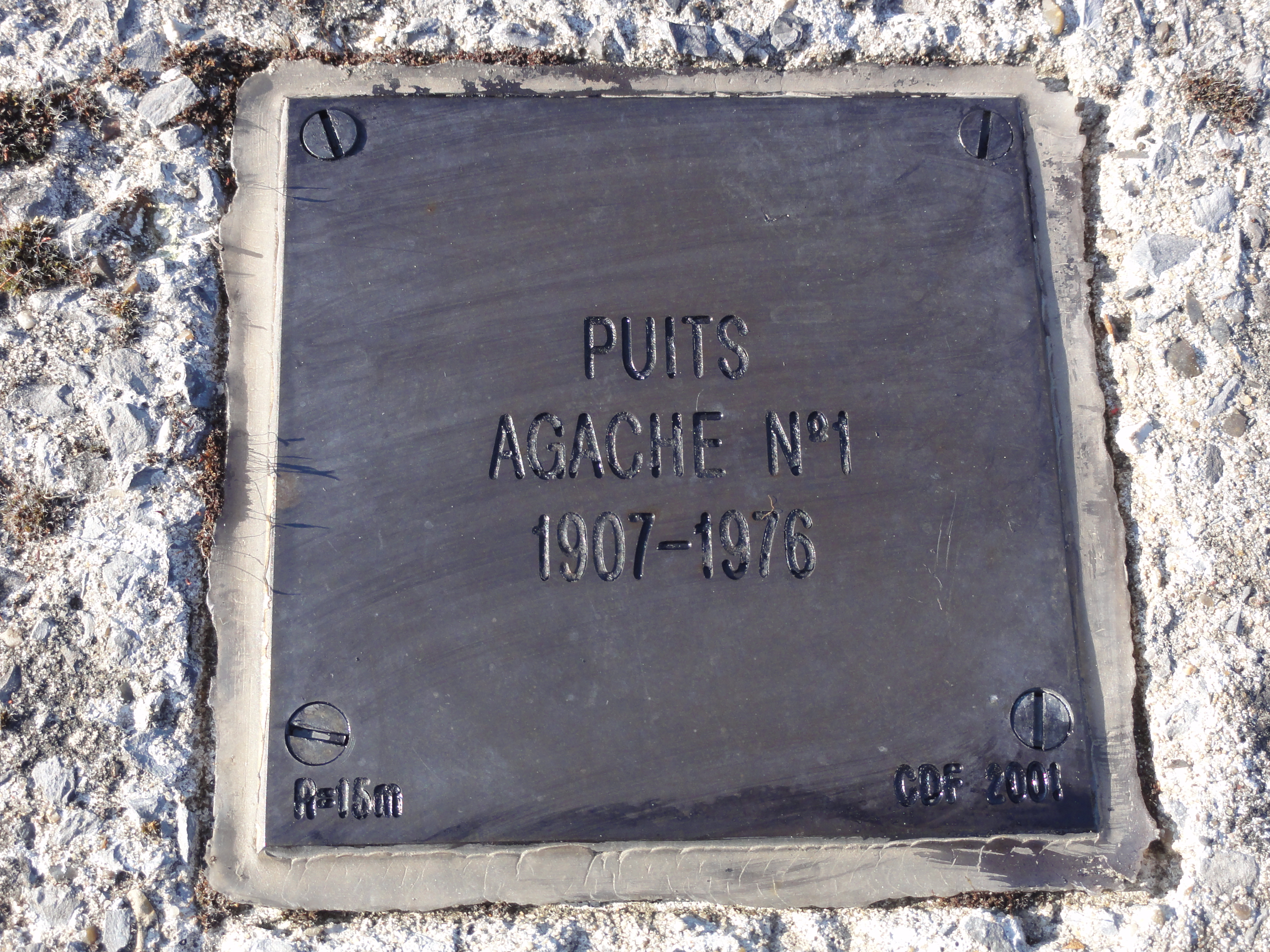
Puits Agache no 1, 1907 - 1976.
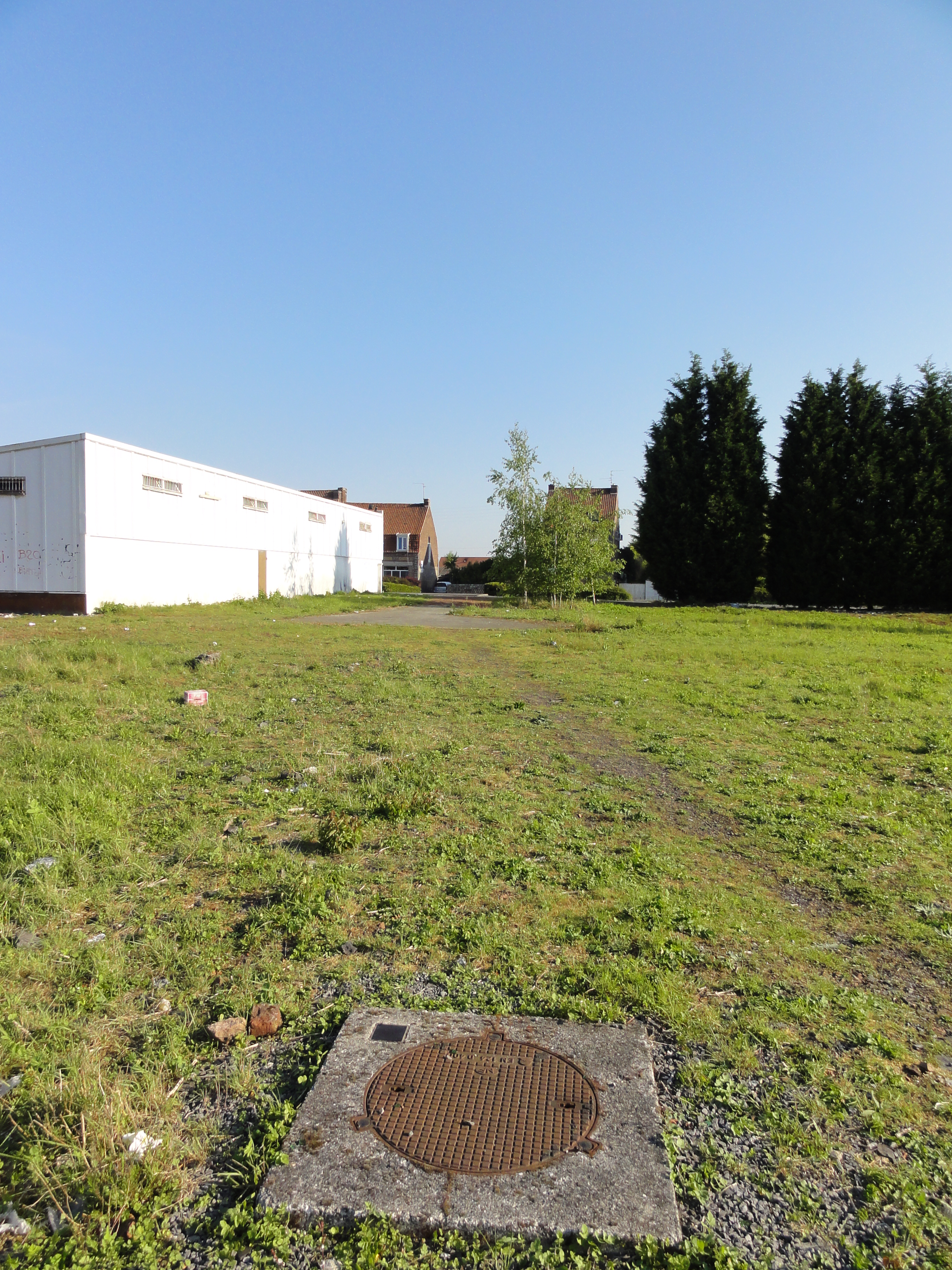
Le puits Agache no 1 dans son environnement.
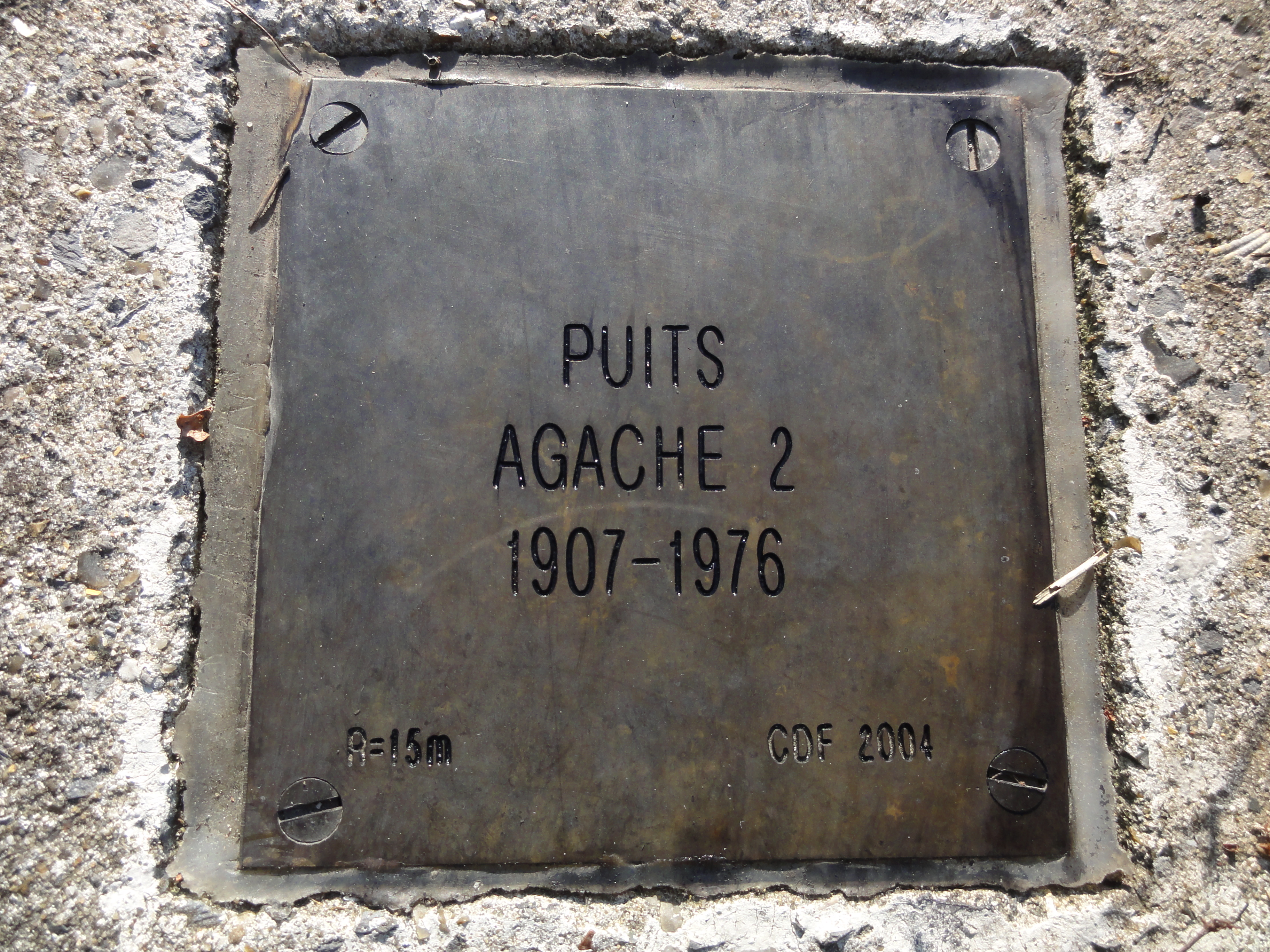
Puits Agache no 2, 1907 - 1976.
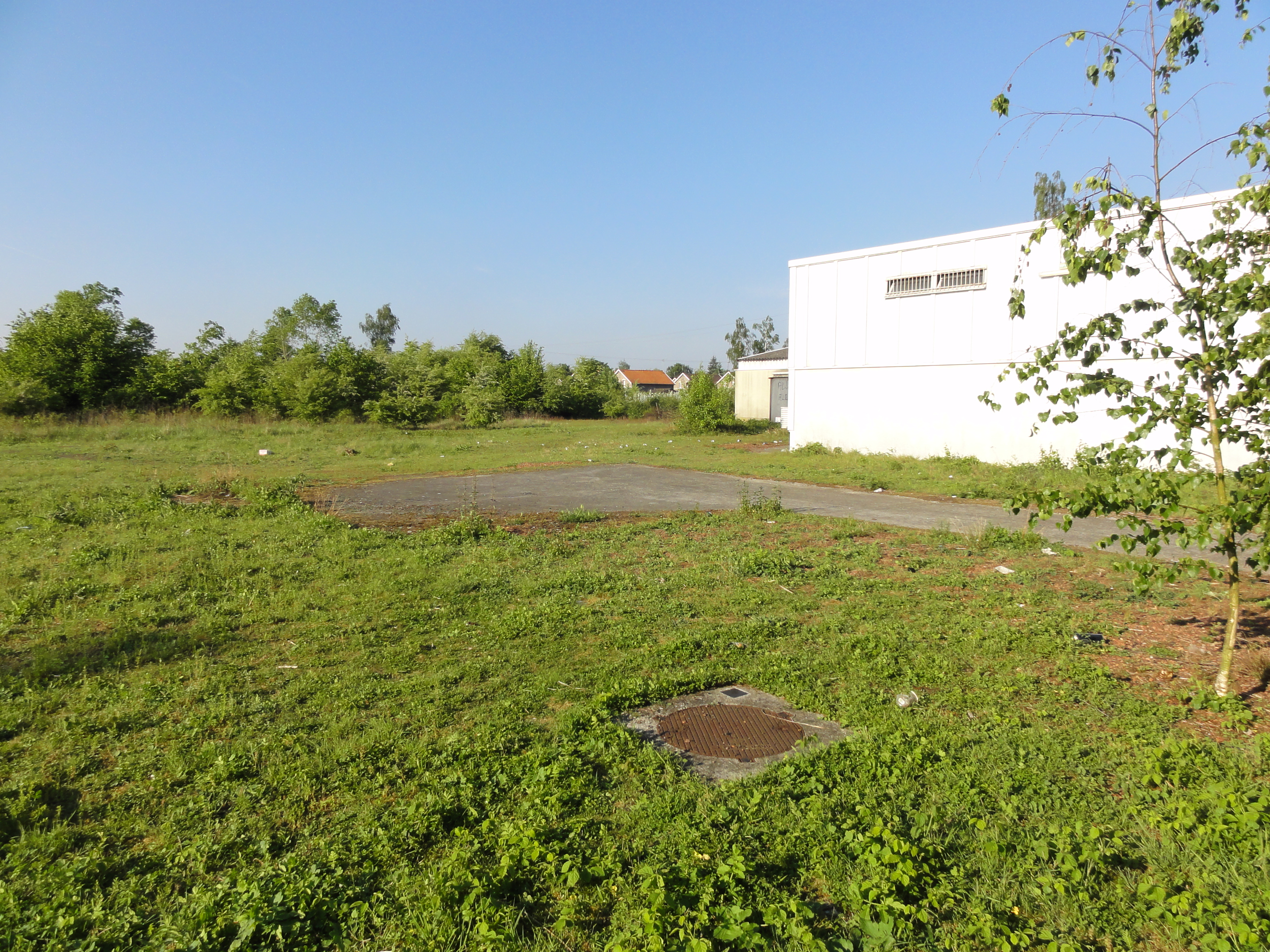
Le puits Agache no 2 dans son environnement.
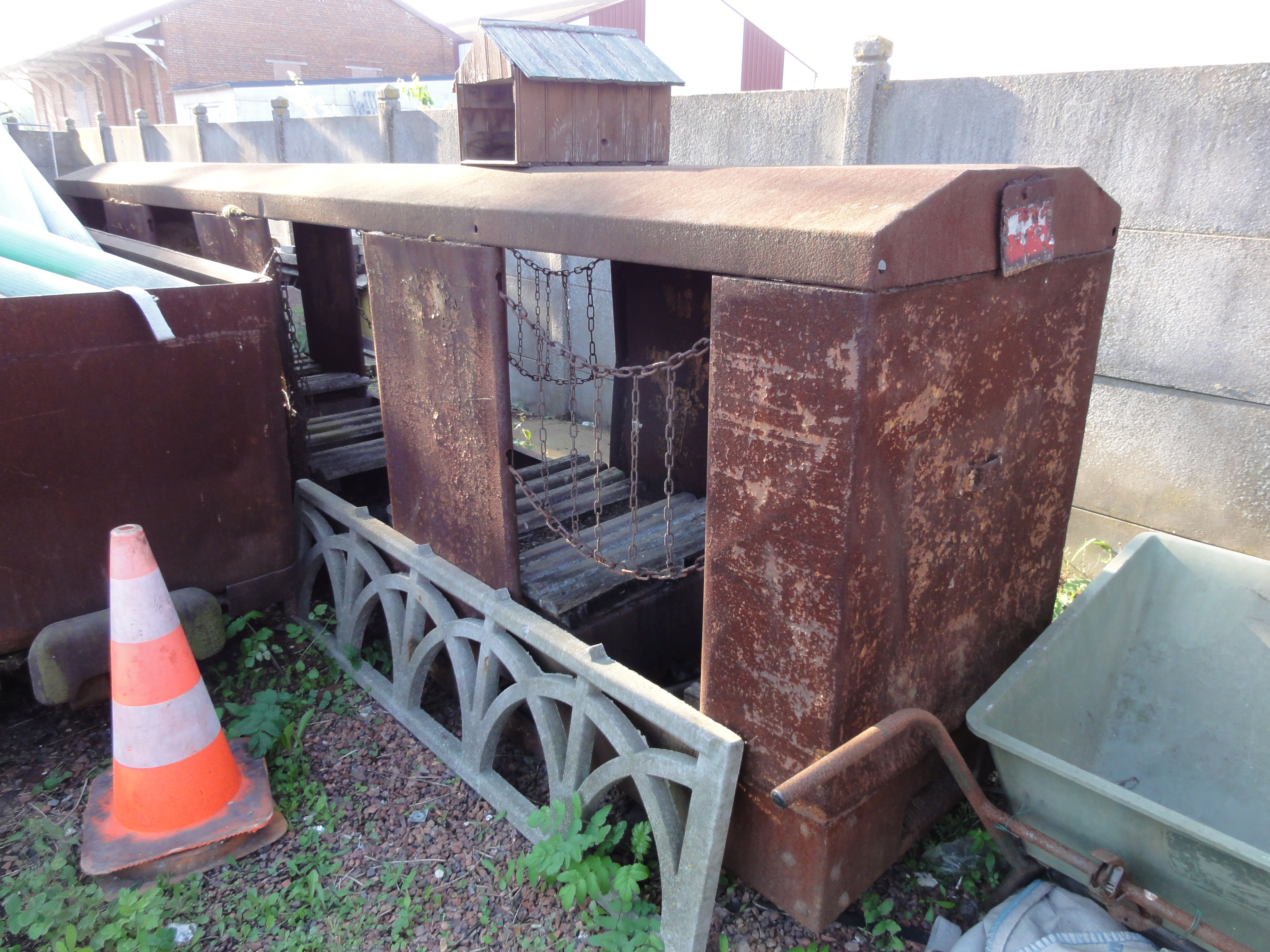
Un wagon de transport de personnel.
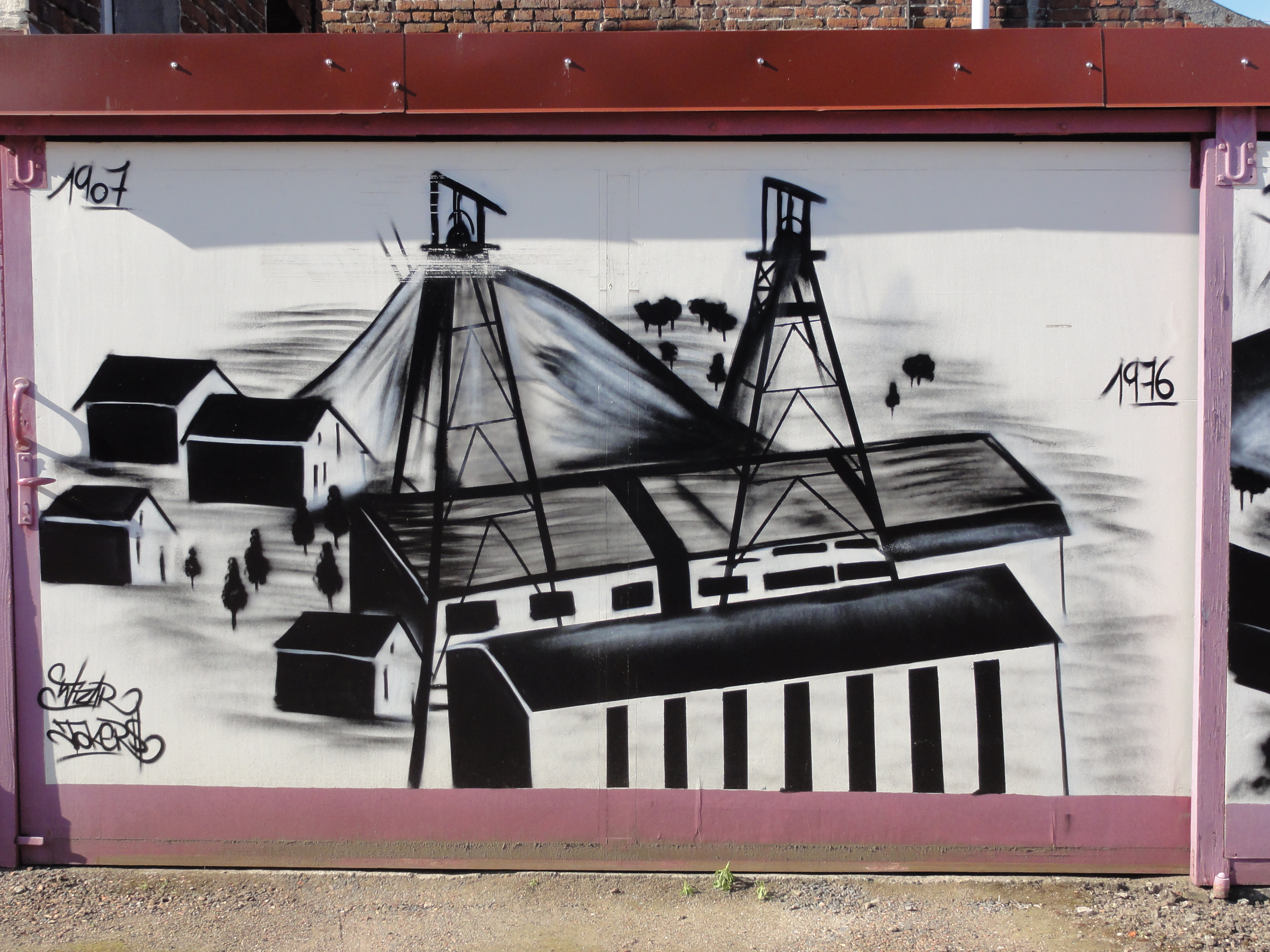
Graffiti représentant la fosse Agache.

## Le terril
50° 21′ 27″ N, 3° 18′ 24″ E
Le terril no 150, Agache, situé à Fenain, était alimenté par la fosse Agache des mines d'Anzin. Il était à l'origine conique mais il a été exploité, il n'en reste plus que l'assise, alors qu'il mesurait 80 mètres,.

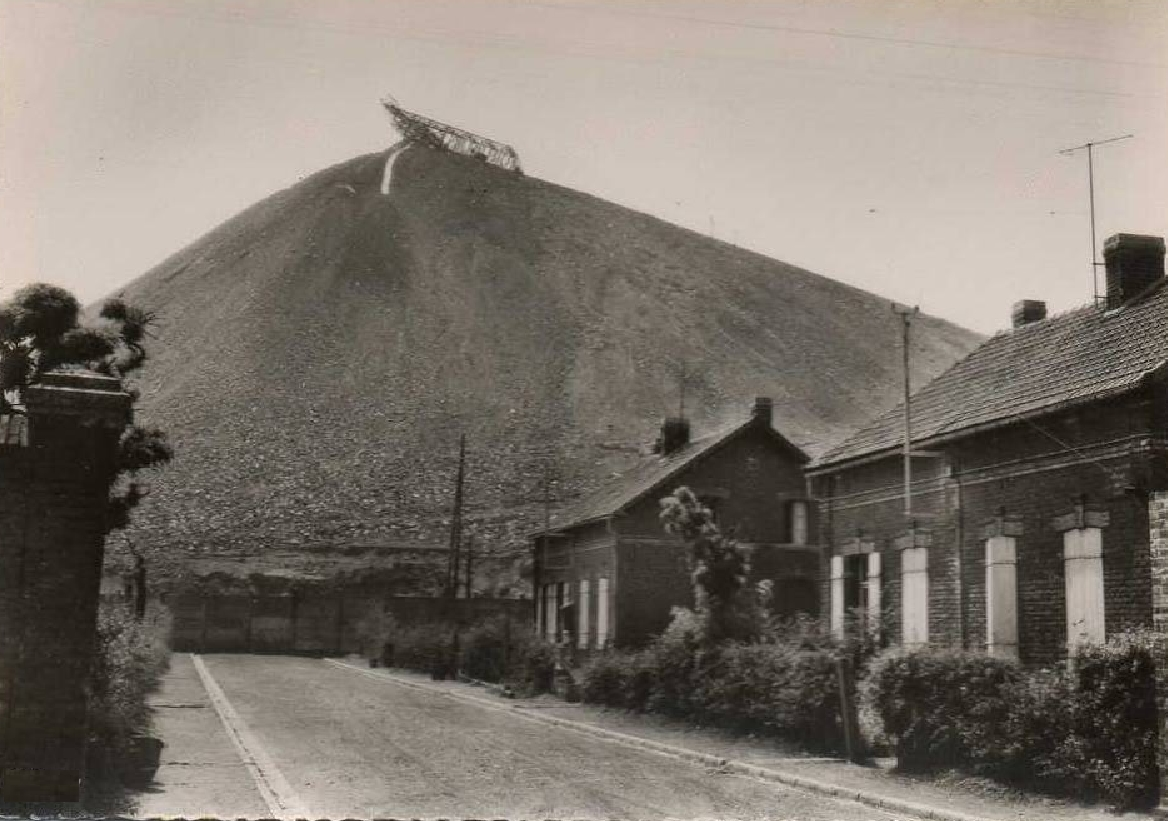
Le terril avant son exploitation.
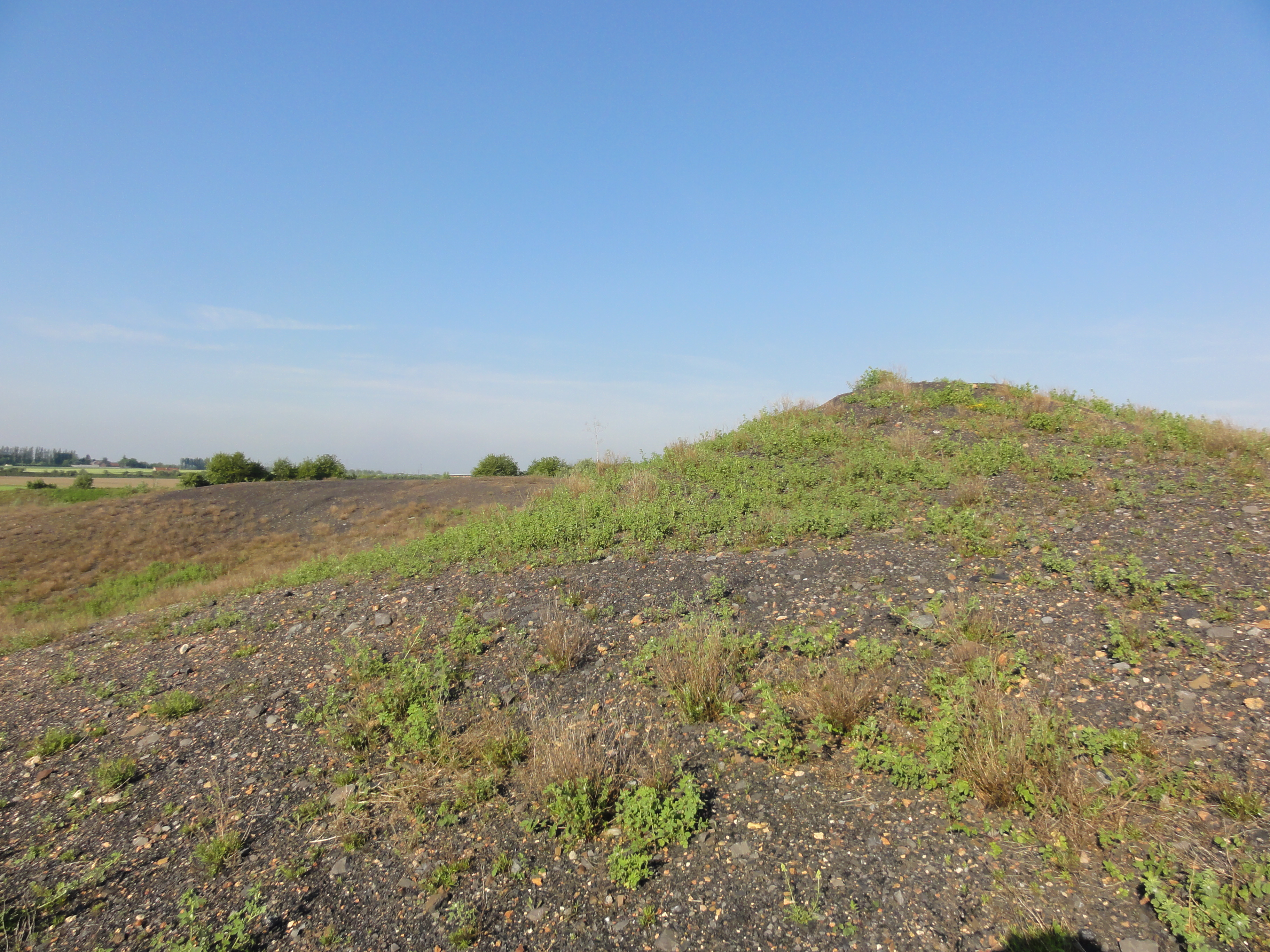
Le terril exploité.
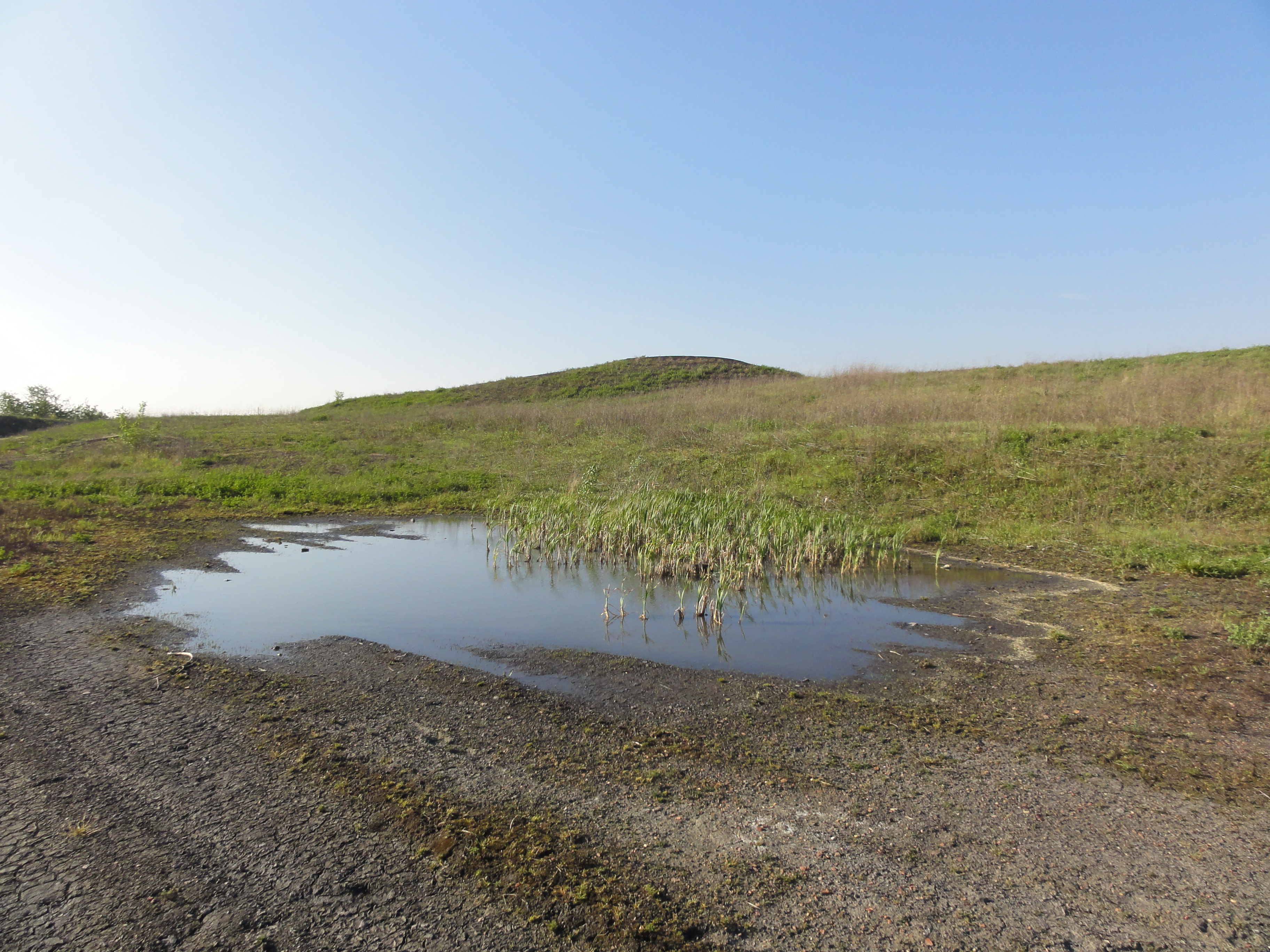
Le terril exploité.
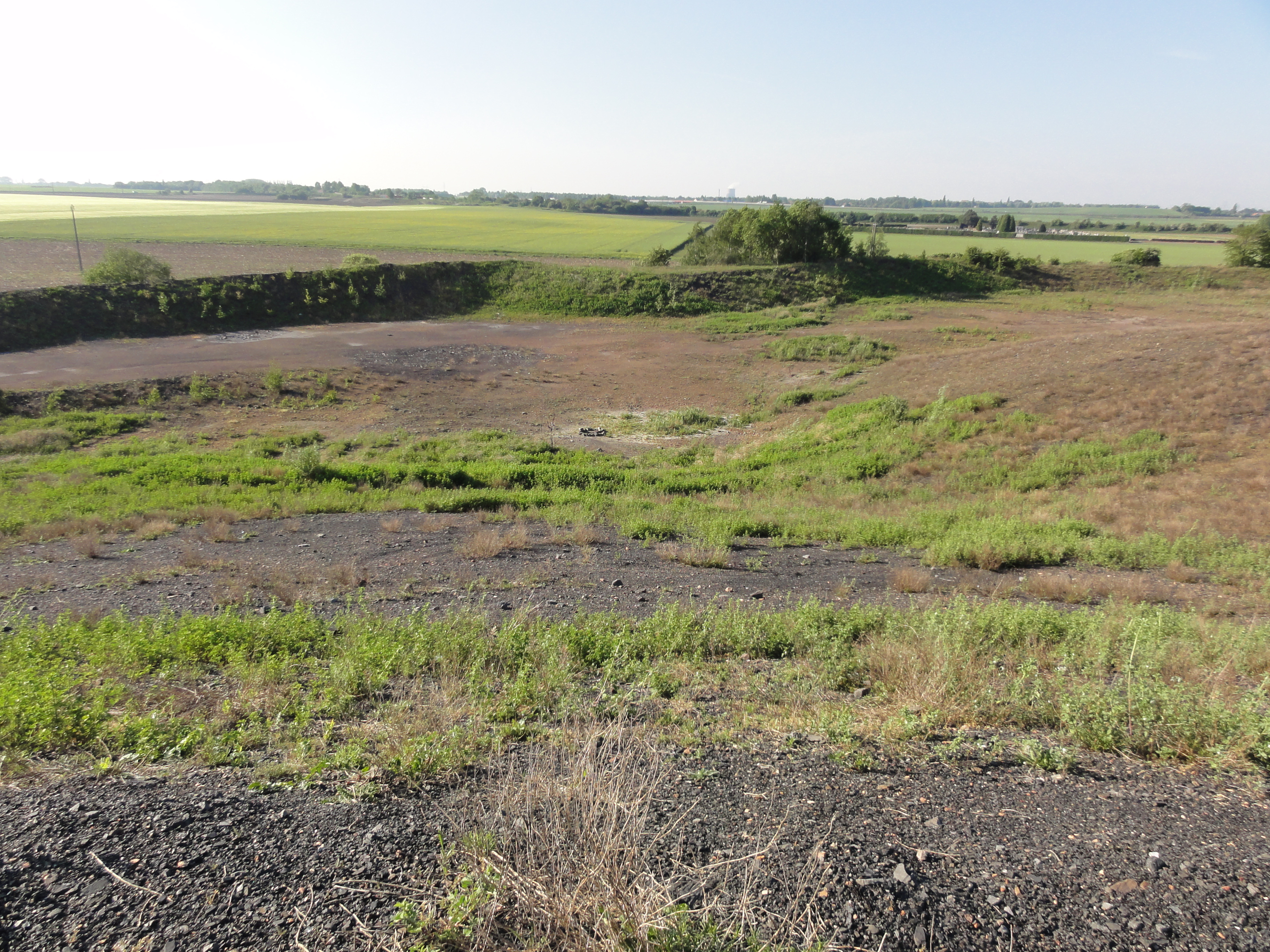
Le terril exploité.
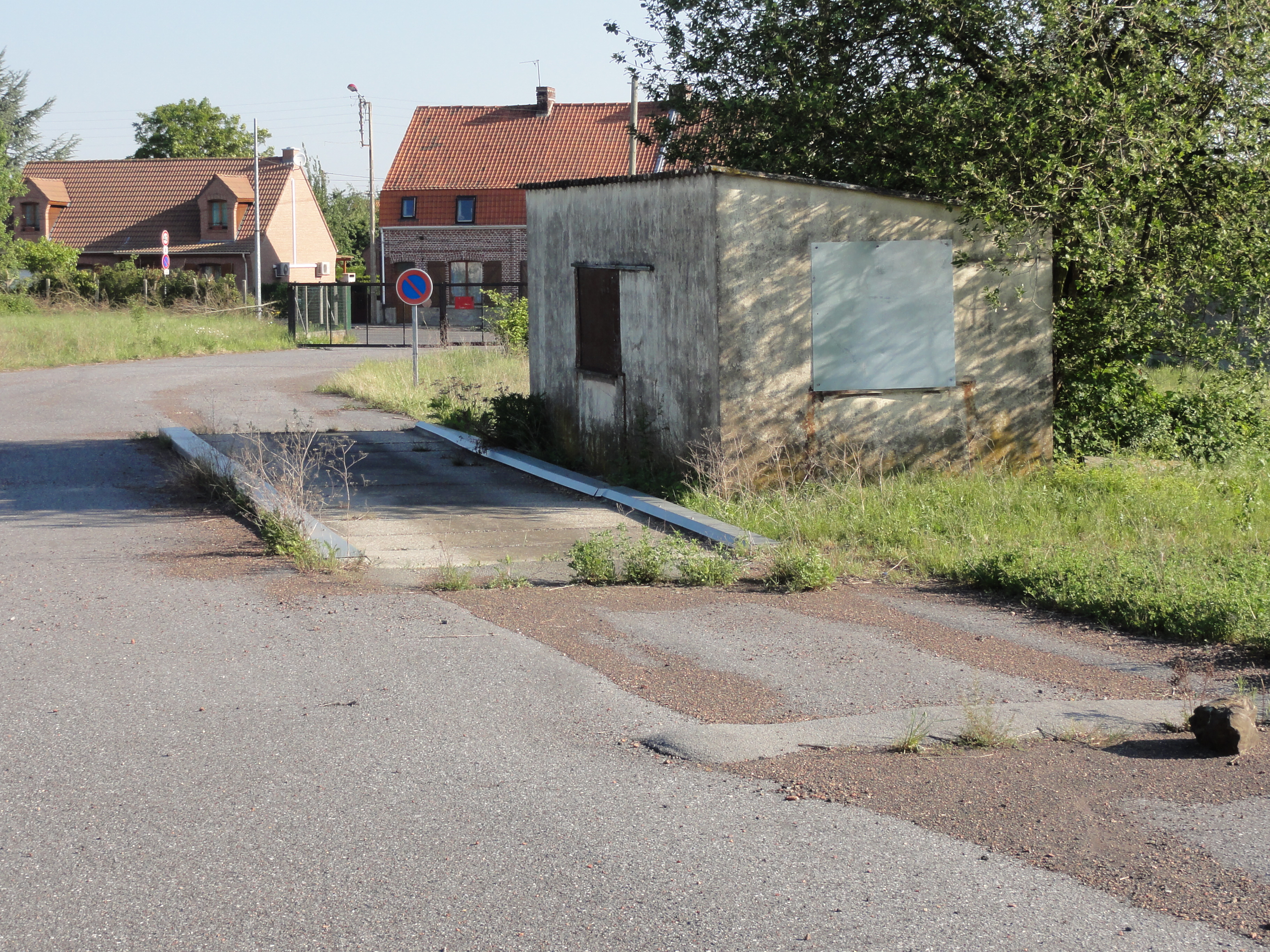
L'ancien pont-bascule.
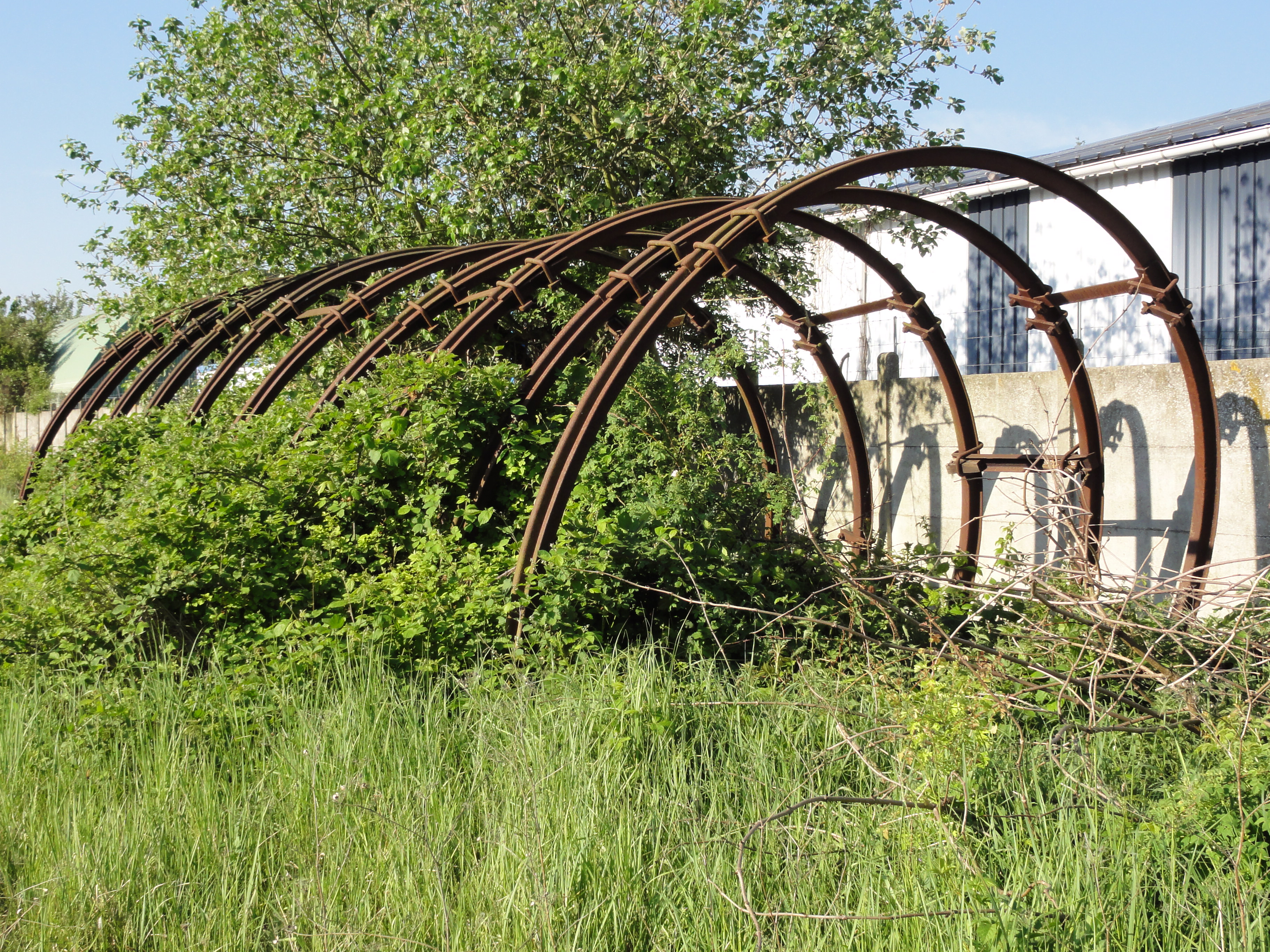
Des cadres de galeries.

## Les cités
Plusieurs cités ont été bâties à proximité de la fosse, sur le territoire de Fenain. Les habitations sont construites dans le style architectural de la Compagnie des mines d'Anzin. Ces habitations ont été rénovées.

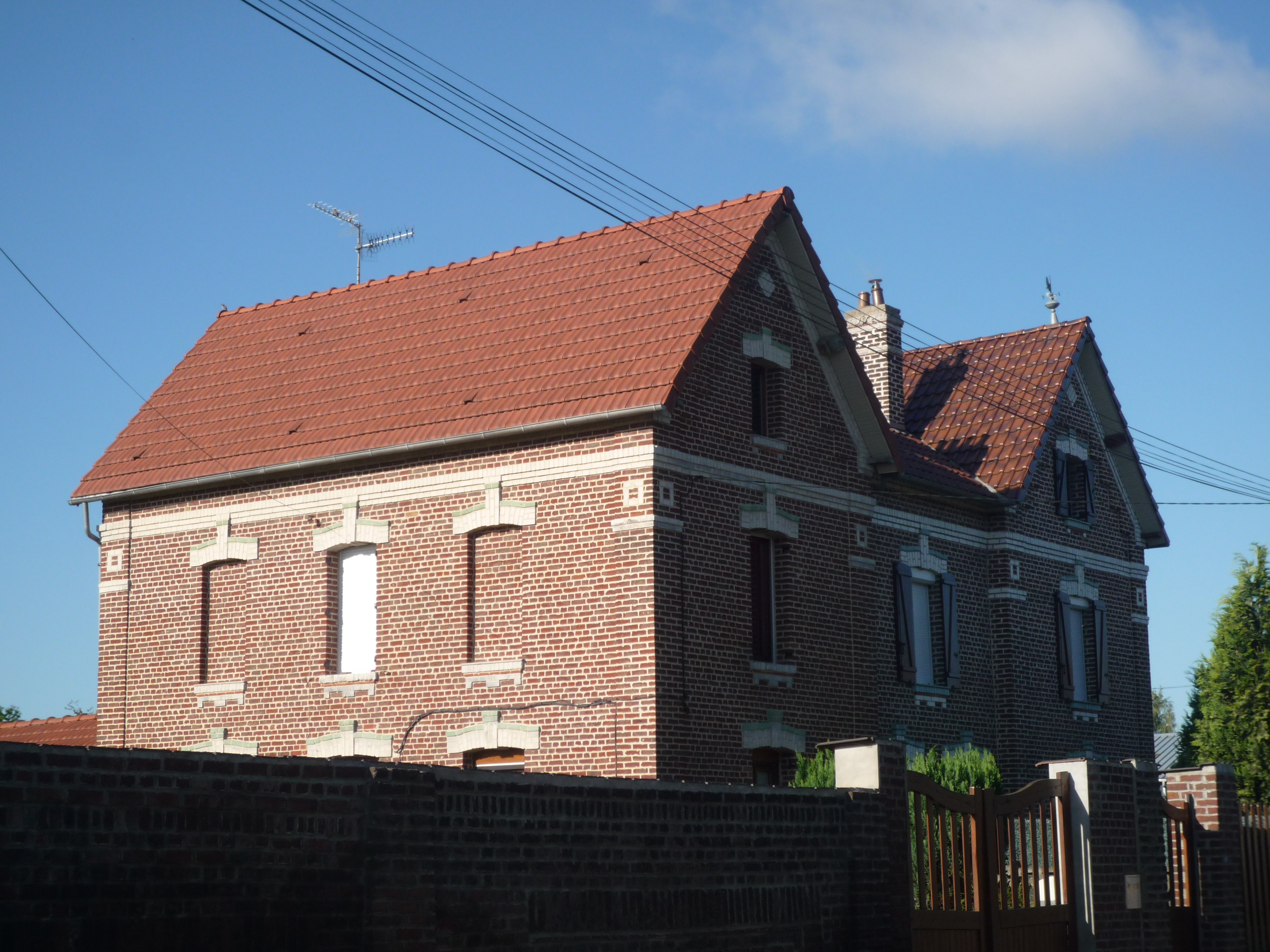
Des habitations d'ingénieurs.
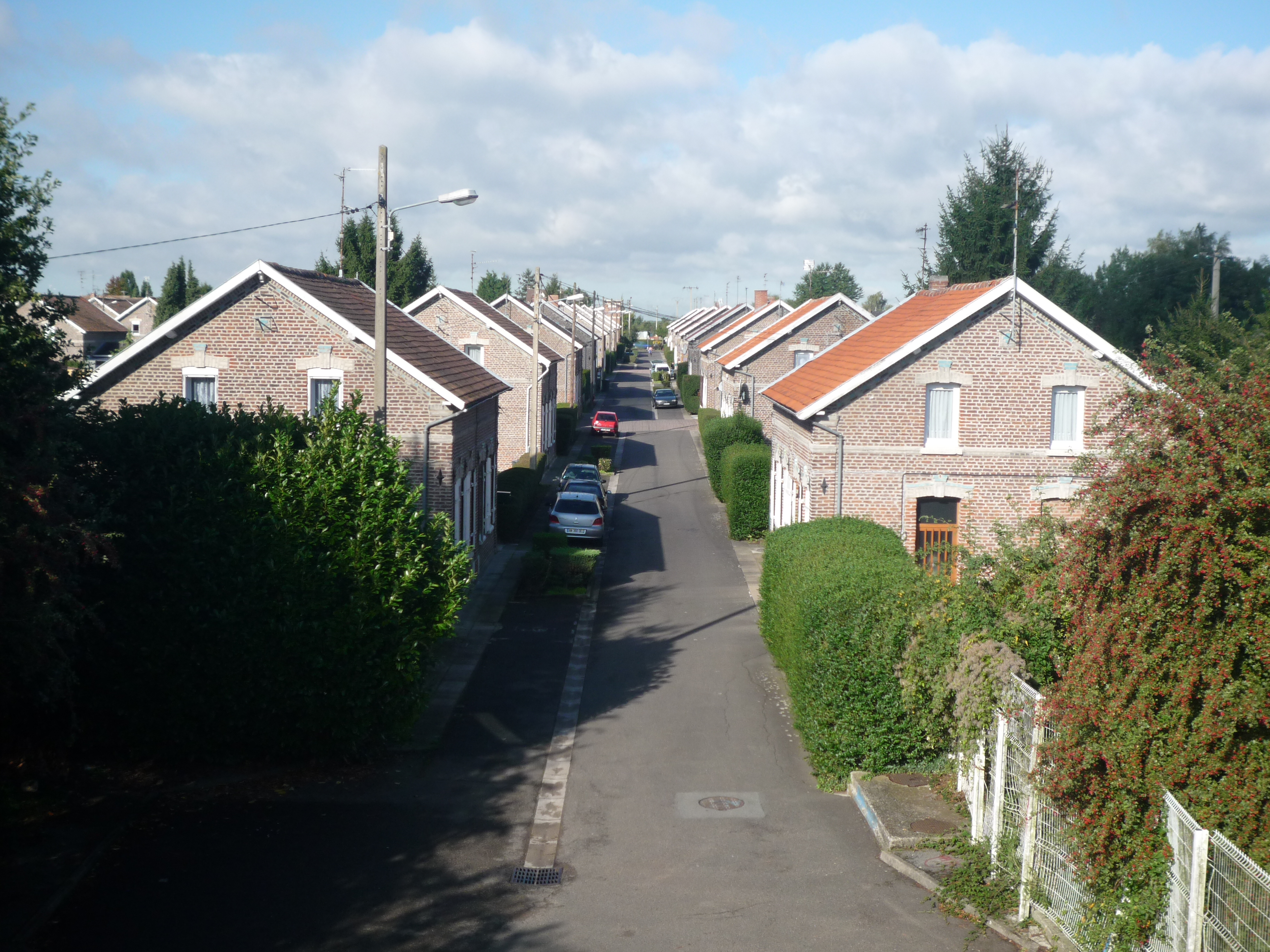
Une rue.
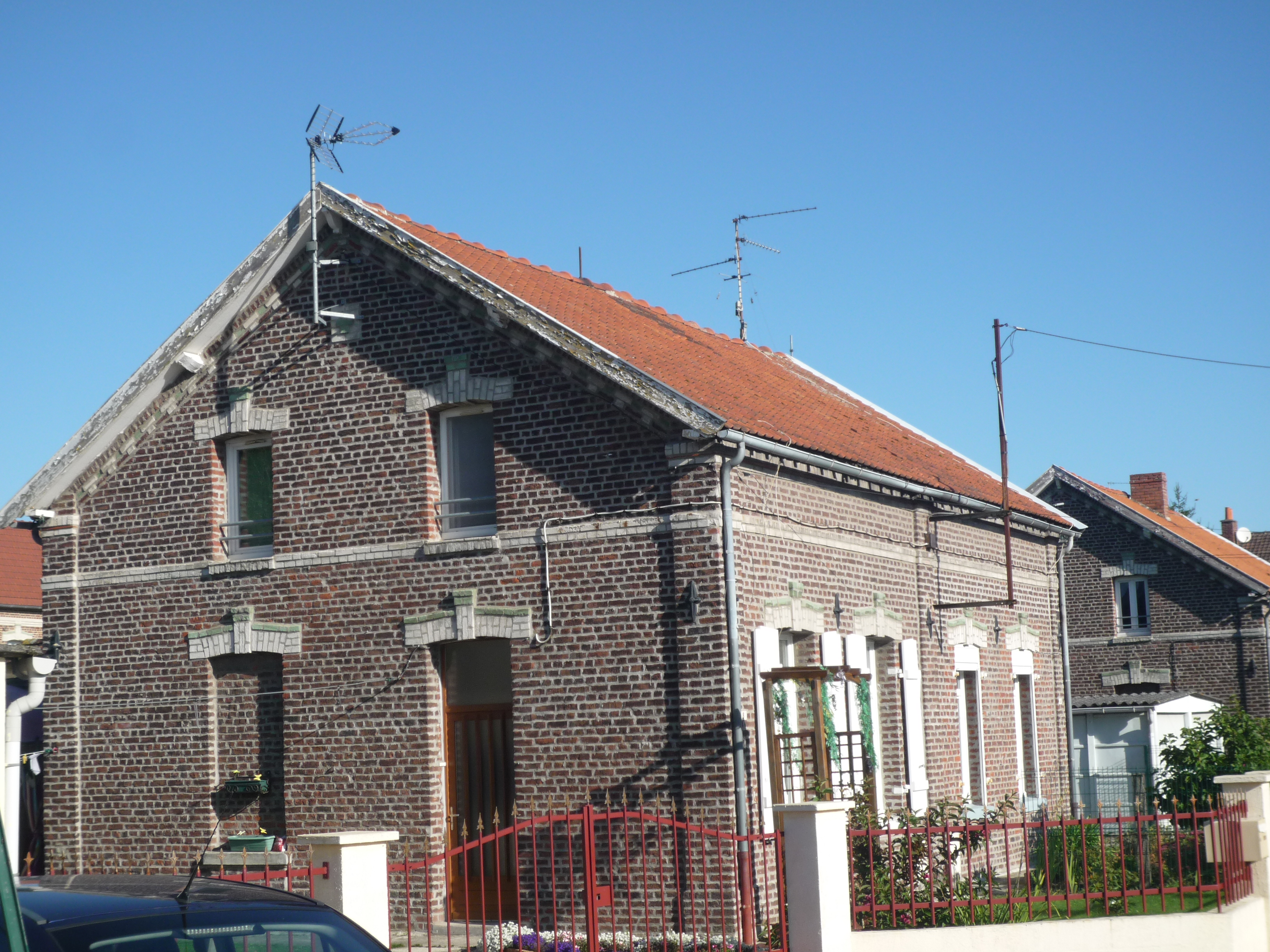
Des habitations groupées par deux.
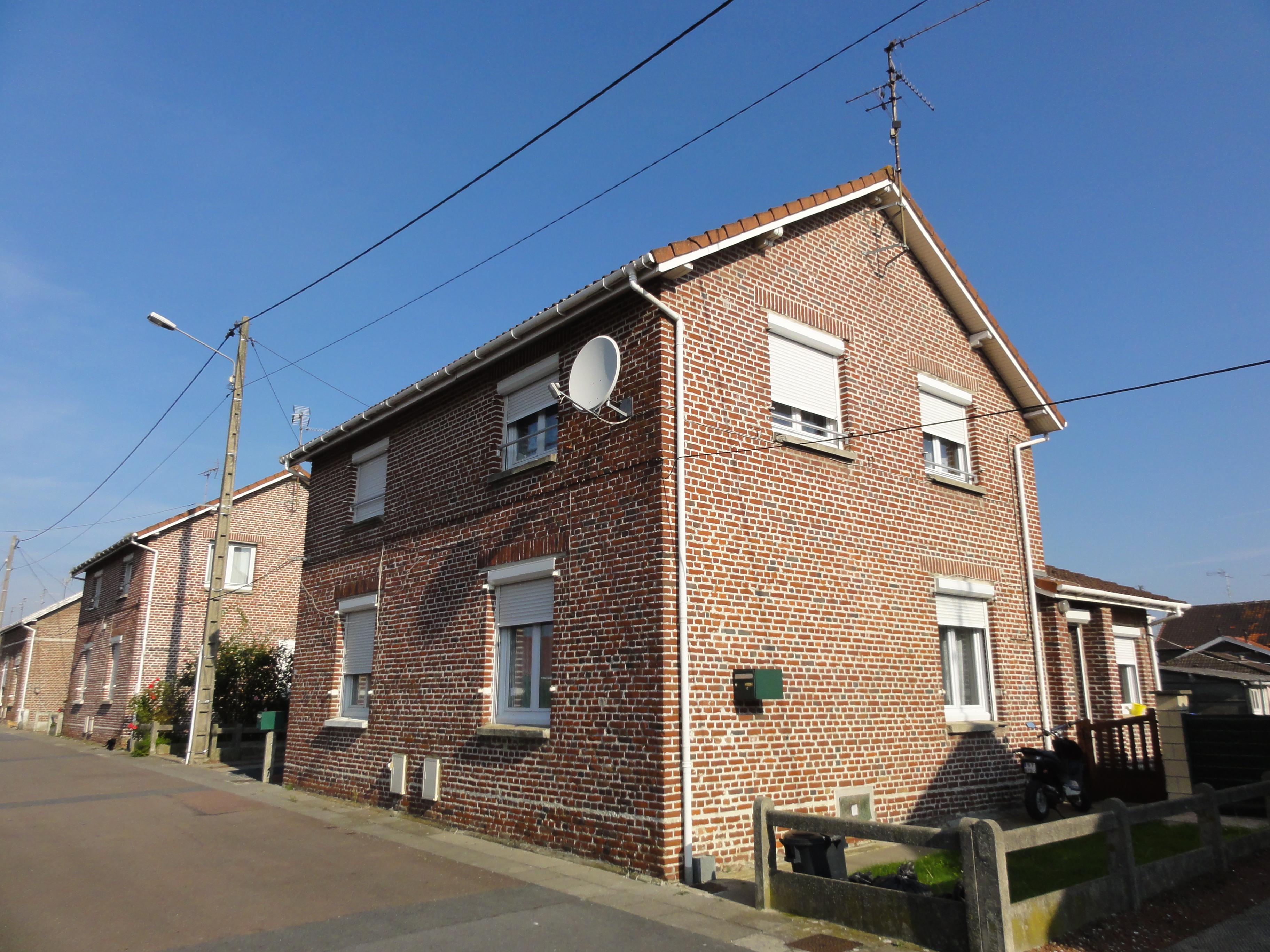
Des habitations surélevées.
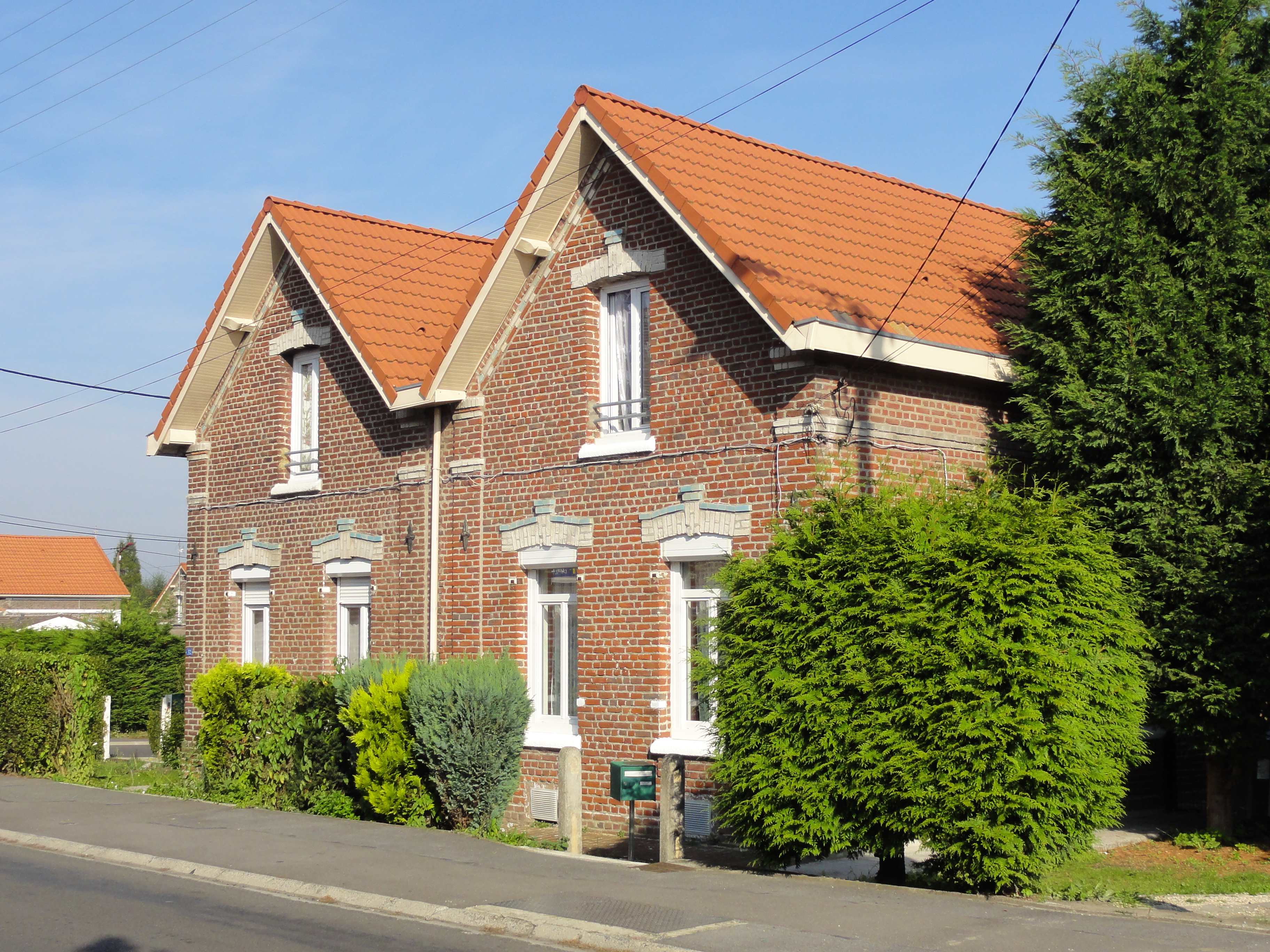
Des habitations groupées par deux.
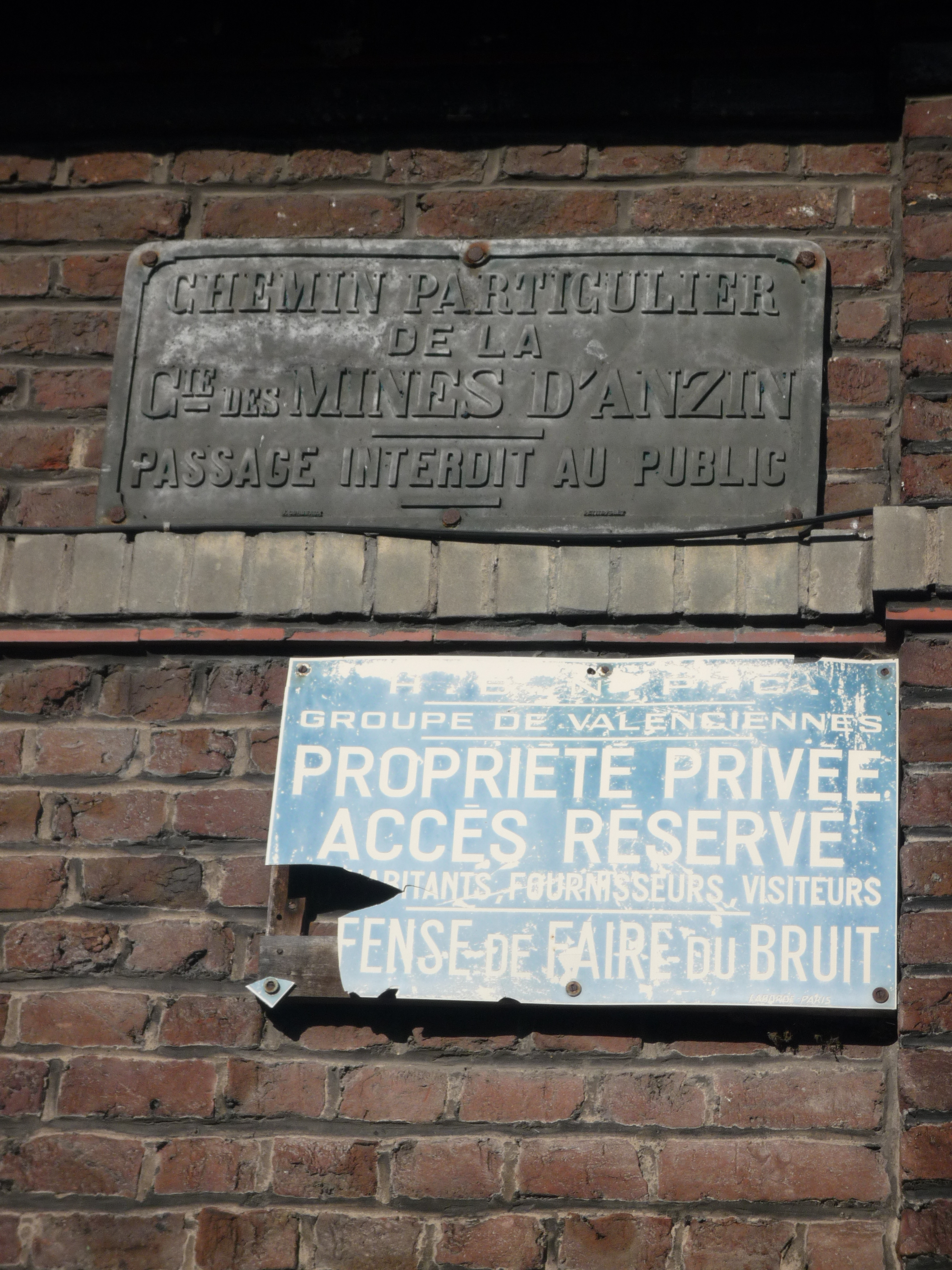
Plaques de la compagnie, puis du groupe.